# Gilbert Crispin
Pour les articles homonymes, voir Crispin (homonymie).
Gilbert Crispin (v. 1055-1117) est un moine anglo-normand, abbé de Westminster en 1085, successeur de Vital de Bernay. Sa pierre tombale se trouve dans l'abbaye de Westminster.

## Biographie
Gilbert Crispin est l'auteur de plusieurs textes où il tente de promouvoir un dialogue entre juifs et chrétiens.
Il devient abbé de Westminster en 1085 et succède à Vital de Bernay. Sa pierre tombale se trouve dans l'abbaye de Westminster.
Il est également connu pour avoir défendu Anselme de Cantorbéry, qui avait été son maître à l'abbaye Notre-Dame du Bec, dans ses différends avec Henri Ier d'Angleterre.